# Украли бомбу
«Украли бомбу» (рум.  S-a furat o bomba) — румынская чёрно-белая сатирическая, фантастическая кинокомедия, снятая режиссёром Ионом Попеску-Гопо в 1961 году на киностудии Studioul Cinematografic București. Первый полнометражный фильм И. Попеску-Гопо.
Премьера фильма состоялась в мае 1962 года.

## Сюжет
Пародия на шпионский триллер. В далёкой промышленно-развитой капиталистической стране гангстеры украли у монополистов, мечтавших с её помощью покорить народы других стран, атомную бомбу устрашающей силы.
Бомба не простая, а небольших размеров, которая может поместиться в обычный портфель. Оказавшийся в городе, безработный молодой человек ищет работу, но ему везде отказывают. По воле случая крайне ценный чемоданчик оказывается в руках этого странного молодого человека, который не подозревает о её разрушающей силе. Ни монополистам, ни гангстерам никак не удается заполучить бомбу в свои руки.
Действие сюрреалистического фильма-фарса происходит вокруг приключений в ходе борьбы между конкурирующими силами преступников и военных за овладение бомбой.

## В ролях
- Юрие Дарие — Он (Молодой человек)
- Эмиль Ботта — Сомерхот
- Пую Кэлинеску — Тень
- Лилиана Томеску — девушка главаря гангстеров
- Еуджения Балауре — Ангелок
- Хория Кэчюлеску — гангстер
- Челла Дима
- Флорин Пьерсик — гангстер
- Тудорел Попа — гангстер
- Джо Сайзеску
- Овид Теодореску — толстый гангстер
- Константин Брезяну
- Драга Олтяну Матей
- Штефан Никулеску — начальник полиции

Персонажи фильма ничего не говорят. Со дня премьеры до 31.12.2007 года по данным Национального центра кинематографии Румынии фильм в румынских кинотеатрах посмотрели 2 006 053 зрителя

## Награды
- Номинант награды «Золотая пальмовая ветвь» Каннского кинофестиваля 1962 года.
- Диплом на Международном кинофестивале «Новая Европа» в Эдинбурге (1962)[2]
- 3-я премия на Международном кинофестивале в Салониках (сентябрь 1962 г.)[2]
- Специальный приз жюри «Silver Olive» на Международном фестивале юмористического фильма Palazzo del Parco в Бордигере (1963)
- Почётный диплом на Венском международном кинофестивале.